# Адміністративний поділ нацистської Німеччини

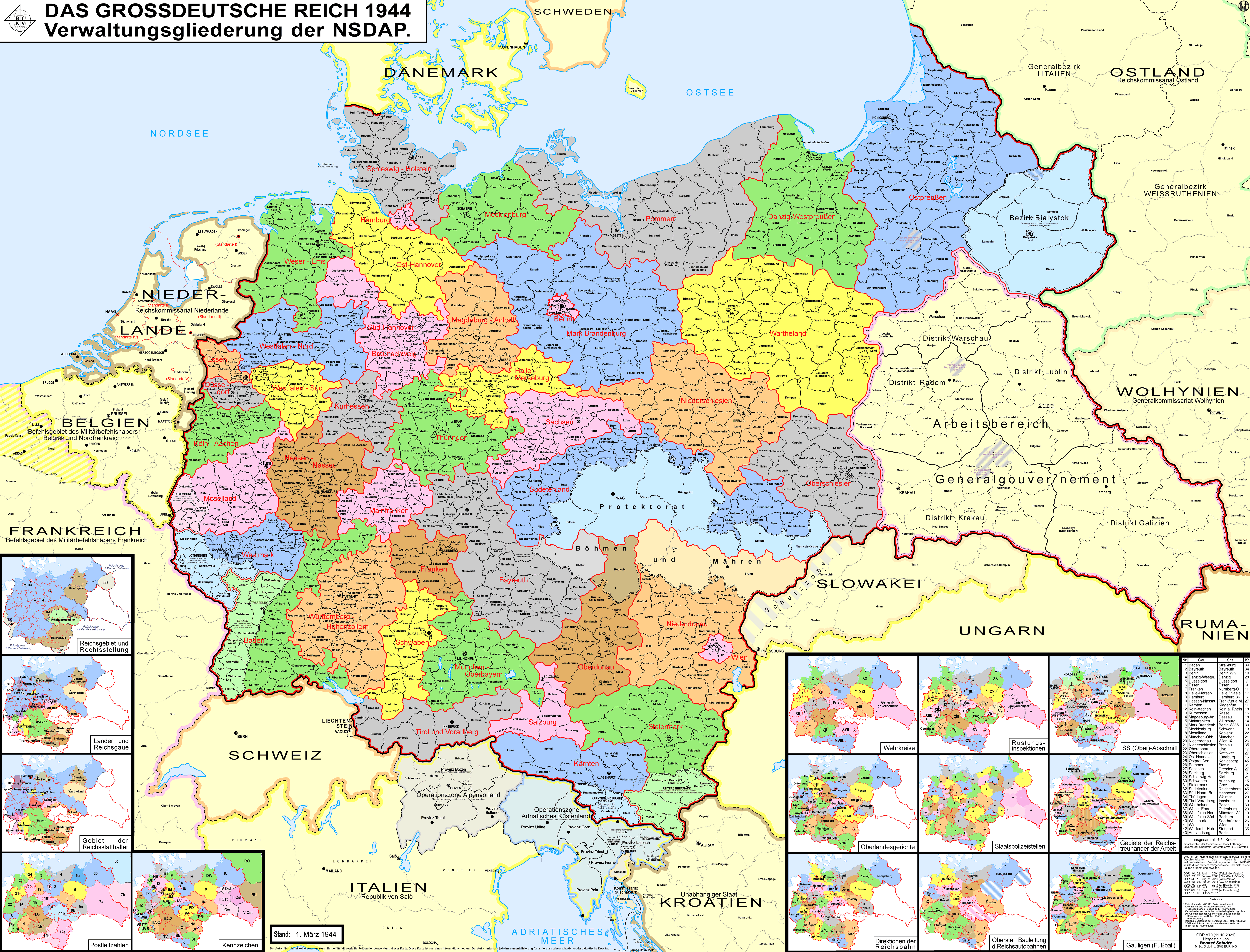
Фактичний адміністративний поділ нацистської Німеччини в 1944 році.

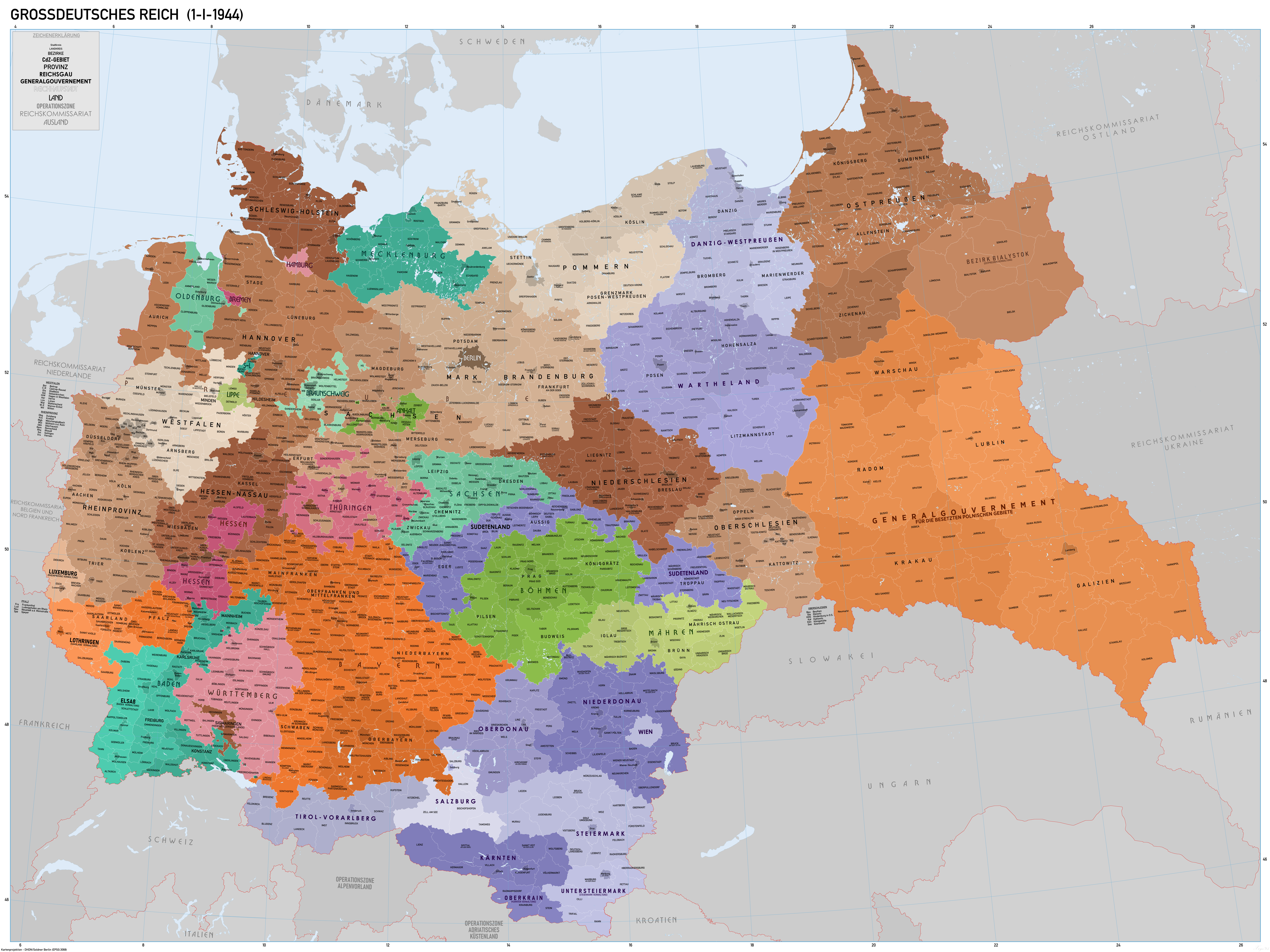
Де-юре адміністративний поділ нацистської Німеччини в 1944 році

Землі Веймарської Німеччини, 1919—1937.

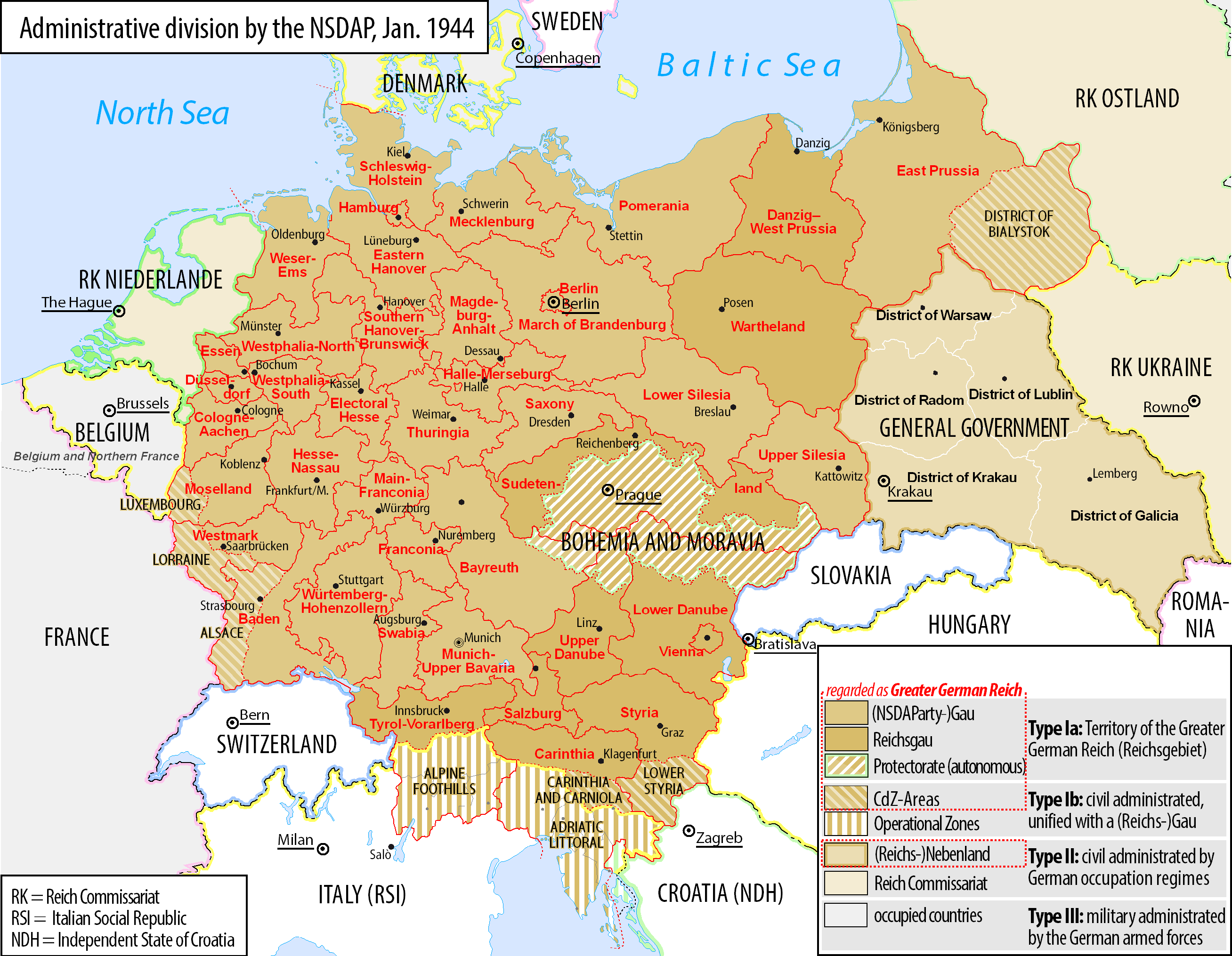
Карта адміністративного поділу НСДАП 1944 року

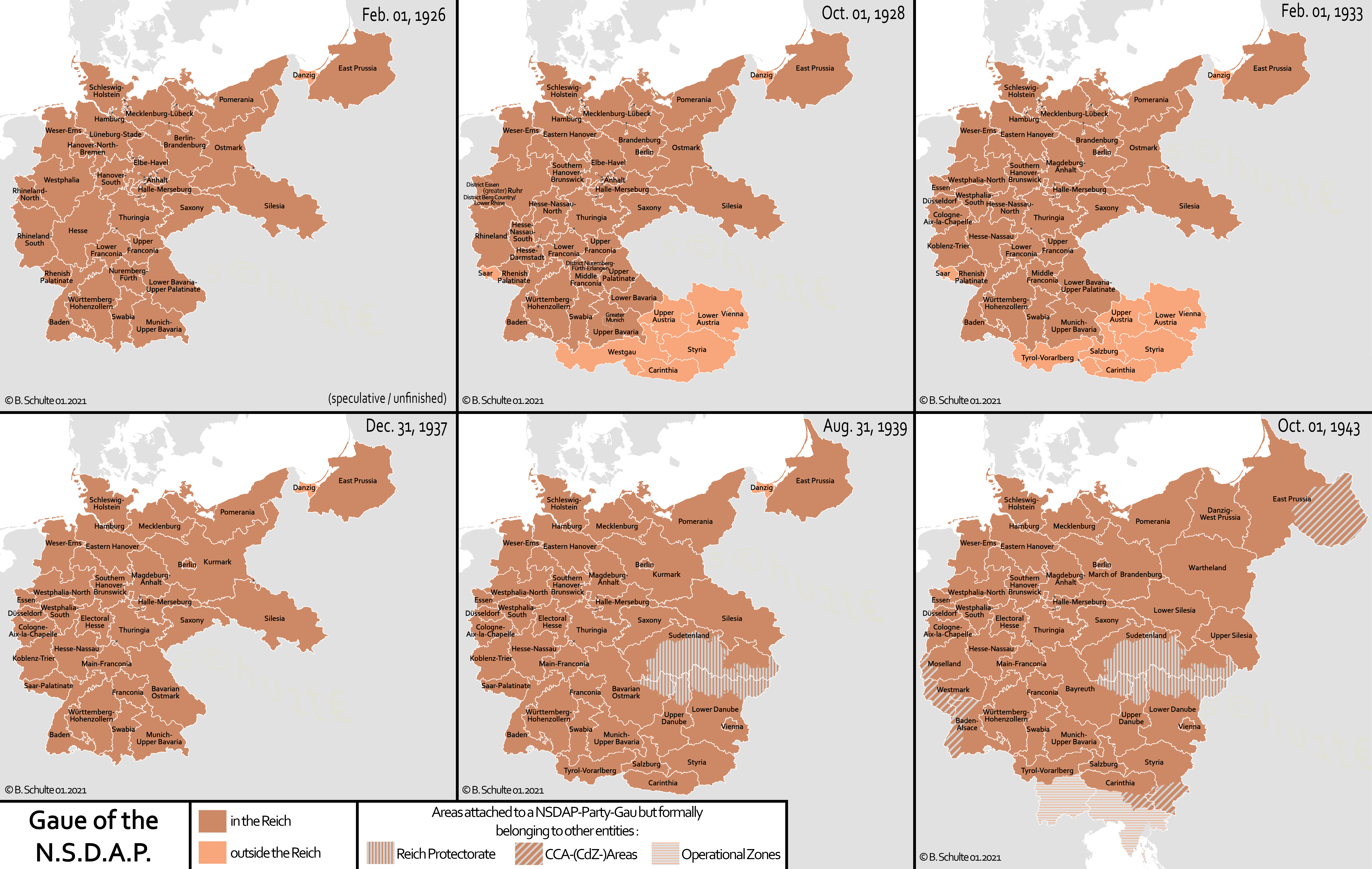
Гау нацистської партії в 1926, 1928, 1933, 1937, 1939 і 1943 роках.

Адміністративний поділ нацистської Німеччини у 1934—1945 роках був заснований на ґау (нім. Gau) — одиницях територіального поділу.
Ґау було сформовано в 1926 році як обласні округи нацистської партії у веймарській Німеччині на основі територіальних змін після Першої світової війни. Система ґау була створена в 1934 році як частина процесу Gleichschaltung (Гляйхшальтунг), замінивши де-юре систему земель (держав) і прусських провінцій, які не мали адміністративного значення після Закону про дозвіл 1933 року та були зведені до рудиментарних органів. Кожне ґау очолював голова адміністрації — ґауляйтер, високопоставлений чиновник нацистської партії з майже автократичними повноваженнями.
У 1934 році Німеччина складалася з 32 ґау, зрештою досягнувши піку в 42 ґау з областями, окупованими з 1938 до початку 1939 років (Австрія, Судети, Мемелланд) і завойованими під час Другої світової війни, включеними до наявних ґау або організованими як райхсґау — особливий тип ґау, де ґауляйтер також обіймав посаду райхштатгальтера. Система Ґау була розпущена 8 травня 1945 року після капітуляції нацистської Німеччини.

## Етимологія
Ґау — це застарілий германський термін на позначення області в країні, часто колишньої або фактичної провінції, який використовувався в середньовіччі як приблизно відповідний англійському графству. Термін відродила нацистська партія в 1920-х роках як назву обласних парторганізацій у веймарській Німеччині, що здебільшого збігалися межами з округами і землями.

## Ґау, райхсґау і землі
За часів нацизму ґау існували паралельно з німецькими державами, землями та прусськими провінціями. Формально адміністративний поділ веймарської Німеччини залишився таким, як і був. Зрештою від плану скасування земель відмовилися, оскільки Гітлер ухилився від структурних реформ, так званої райхсреформи, побоюючись, що це засмутить місцевих партійних керівників. Із тієї ж причини протягом увесь той час межі ґау всередині Німеччини залишалися незмінними. Ґау було розширено лише за рахунок додавання окупованих територій після 1938 року. Хоча система земель існувала далі, реальна влада на місцевому рівні належала ґауляйтерам, а не президентам-міністрам німецьких земель. Ґауляйтерів безпосередньо призначав Гітлер і вони були підзвітні лише йому. На практиці втручання згори було рідкісним, а їхня влада майже абсолютною.

### Ґау, засновані 1934 року
| Українська назва              | Німецька назва           | Штаб-квартира               | Засновано | Примітки |
| ----------------------------- | ------------------------ | --------------------------- | --------- | --- |
| Баден                         | Baden                    | Карлсруе                    | 1934      | Сформовано із земель Баден; в 1940-45 ґау включав колишні землі французького департаментів Нижній Рейн і Верхній Рейн та змінив назву на Баден-Ельзас |
| Байройт                       | Bayreuth                 | Байройт                     | 1934      | Сформовано із східної частини земель Баварія, в оригіналі названої Баварською Остмаркою (Bayrische Ostmark), перейменовано на ґау Байройт у 1942; з 1938 року включала також частини Чехословаччини                                                            |
| Кельн-Ахен                    | Köln-Aachen              | Кельн                       | 1934      | Сформовано із північно-центральної частини земель прусської провінції Рейн |
| Дюссельдорф                   | Düsseldorf               | Дюссельдорф                 | 1934      | Сформовано із північної половини земель прусської провінції Рейн |
| Східна Пруссія                | Ostpreußen               | Кенігсберг                  | 1934      | Сформовано із земель Східної Пруссії; з 1939 включав також території, анексовані у Польщі |
| Східний Ганновер              | Ost-Hannover             | Люнебург                    | 1934      | Сформовано із земель північної, центральної і східної частини Прусського Ганноверу |
| Виборчий Гессен               | Kurhessen                | Кассель                     | 1934      | Сформовано із північної половини земель прусської провінції Гессен-Нассау |
| Ессен                         | Essen                    | Ессен                       | 1934      | Сформовано із земель північної частки прусської провінції Рейн |
| Франконія                     | Franken                  | Нюрнберг                    | 1934      | Сформовано із земель центральної частини Баварії |
| Великий Берлін                | Groß-Berlin              | Берлін                      | 1934      | Сформовано із земель прусської провінції Великий Берлін |
| Галле-Мерзебург               | Halle-Merseburg          | Галле                       | 1934      | Сформовано із земель південної половини прусської Саксонії |
| Гамбург                       | Hamburg                  | Гамбург                     | 1934      | Сформовано із земель Гамбургу |
| Гессен-Нассау                 | Hessen-Nassau            | Франкфурт-на-Майні          | 1934      | Сформовано із земель Народної республіки Гессе і південної половини прусської провінції Гессен-Нассау |
| Кобленц-Трір                  | Koblenz-Trier            | Кобленц                     | 1934      | Сформовано із земель південної половини прусської провінції Рейн; перейменовано на ґау Мозельланд у 1942, після приєднання колишньої незалежної держави Люксембург                                                                                             |
| Магдебург-Ангальт             | Magdeburg-Anhalt         | Дессау                      | 1934      | Сформовано із земель Вільної Держави Ангальт і північної половини прусської Саксонії |
| Майн-Франконія                | Mainfranken              | Вюрцбург                    | 1934      | Сформовано із земель північно-західної частини Баварії |
| Бранденбурзька марка          | Mark Brandenburg         | Берлін                      | 1934      | Сформовано із земель прусської провінції Бранденбург |
| Мекленбург                    | Mecklenburg              | Шверін                      | 1934      | Сформовано із земель Вільної Держави Мекленбург-Шверін |
| Мюнхен-Верхня Баварія         | München-Oberbayern       | Мюнхен                      | 1934      | Сформовано із земель південно-східної частини Баварії |
| Померанія                     | Pommern                  | Щецин                       | 1934      | Сформовано із земель прусської провінції Померанія |
| Саар-Пфальц                   | Saarpfalz                | Нойштадт-ан-дер-Вайнштрассе | 1934      | Сформовано із земель баварського Пфальцу і прусського Саару; перейменовано на ґау Вестмарк у 1940 після приєднання частини Лотарингії |
| Саксонія                      | Sachsen                  | Дрезден                     | 1934      | Сформовано із земель Саксонії |
| Шлезвіг-Гольштейн             | Schleswig-Holstein       | Кіль                        | 1934      | Сформовано із земель прусської провінції Шлезвіг-Гольштейн, Вільного міста Любек і території, що належала Вільній Державі Ольденбург |
| Сілезія                       | Schlesien                | Вроцлав                     | 1934      | Сформовано із земель прусської провінції Верхня Сілезія (разом з анексованою частиною Польщі, починаючи з 1939) і провінції Нижня Сілезія. 1938 року провінція також була об'єднана в один ґау; 1941 року обидві провінції і ґау були розділені на дві частини |
| Південний Ганновер-Брауншвейг | Südhannover-Braunschweig | Ганновер                    | 1934      | Сформовано із земель Вільної Держави Брауншвейг і південної та західної частини провінції Ганновер |
| Швабія                        | Schwaben                 | Аугсбург                    | 1934      | Сформовано із земель південно-західної частини Баварії |
| Тюрінгія                      | Thüringen                | Веймар                      | 1934      | Сформовано із земель Тюрингії і прилеглої території прусської Саксонії |
| Везер-Емс                     | Weser-Ems                | Ольденбург                  | 1934      | Сформовано із земель Вільної Держави Ольденбург (за винятком зовнішніх неприлеглих території), земель Вільного міста Бремен і дальньої західної частини прусського Ганноверу                                                                                   |
| Вестфалія-Північ              | Westfalen-Nord           | Мюнстер                     | 1934      | Сформовано із земель Вільної держави Ліппе, Вільної держави Шаумбург-Ліппе і північної половини прусської провінції Вестфалія |
| Вестфалія-Південь             | Westfalen-Süd            | Дортмунд                    | 1934      | Сформовано із земель південної половини прусської провінції Вестфалія |
| Вюртемберг-Гогенцоллерн       | Württemberg-Hohenzollern | Штутгарт                    | 1934      | Сформовано із земель Вільної народної держави Вюртемберг і прусської провінції Гогенцоллерн |

### Райхсґау, засновані у 1930-х роках
Нові райхсґау були створені після аншлюсу Австрії та включення Судетської області за Мюнхенською угодою. Південні частини Чехословаччини, також отримані за Мюнхенською угодою, не були включені до райхсґау Судетської області, а включені до північного райхсґау анексованої Австрії.
| Українська назва   | Німецька назва   | Штаб-квартира          | Засновано | Примітки |
| ------------------ | ---------------- | ---------------------- | --------- | --- |
| Каринтія           | Kärnten          | Клагенфурт-ам-Вертерзе | 1938      | Утворена з колишньої австрійської федеральної землі Каринтія та Східний Тіроль, включена з 1941 року Верхня Крайна (нім. Oberkrain), Словенія |
| Нижній Дунай       | Niederdonau      | Кремс-ан-дер-Донау     | 1938      | Утворена з колишньої австрійської федеральної землі Нижньої Австрії і північного Бургенланду; з 1939 р. були включені частини південної Моравії. У 1943 році Гітлер відвідав Гау і сказав гауляйтеру Гуго Юрі, що найближчим часом столицею стане Брюнн (Брно) |
| Зальцбург          | Salzburg         | Зальцбург              | 1938      | Утворена з колишньої австрійської федеральної землі Зальцбург |
| Штирія             | Steiermark       | Грац                   | 1938      | Утворена з колишньої австрійської федеральної землі Штирія та південної частини Бургенланду; з 1941 р. входила Нижня Штирія, Словенія |
| Судетенланд        | Sudetenland      | Ліберець               | 1938      | Утворена з переважно німецькомовних частин Чехословаччини, які були передані Німеччині після Мюнхенської угоди |
| Тіроль-Форарльберг | Tirol-Vorarlberg | Інсбрук                | 1938      | Утворена з колишньої австрійської федеральної землі Форарльберг і північної частини Тіроль |
| Верхній Дунай      | Oberdonau        | Лінц                   | 1938      | Утворена з колишньої австрійської федеральної землі Верхньої Австрії та Ауссеерланду, частини Штирії; з 1939 р. були включені частини південної Богемії |
| Відень             | Wien             | Відень                 | 1938      | Утворена з колишньої австрійської федеральної землі Відень та прилеглих частин колишньої Нижньої Австрії |

### Райхсґау, засновані під час Другої світової війни
З територій, анексованих у Польщі та вільного міста Данциг у 1939 році, було створено Райхсґау Вартеланд і Райхсґау Данціг-Західна Пруссія. Анексовані території довоєнної Польщі, які не входили до цих двох рейхсґау були включені до сусідніх Гау Східної Пруссії та Сілезії. Велике Герцогство Люксембург, а також Ельзас-Лотарингія, анексовані у довоєнної Франції в 1940 році, були приєднані до прикордонної південно-західної Ґау нацистської Німеччини.
| Українська назва         | Німецька назва     | Штаб-квартира | Засновано | Примітки |
| ------------------------ | ------------------ | ------------- | --------- | --- |
| Данциг — Західна Пруссія | Danzig–Westpreußen | Данціг        | 1939      | Утворене у вільному місті Данціг і польському регіоні Поморського воєводства, які були окуповані Німеччиною в 1939 році, а також у німецькому губернаторстві Західна Пруссія, що діяло до 1939 року в межах тодішньої Східної Пруссії                 |
| Вартеланд                | Wartheland         | Позен         | 1939      | Утворилося в основному в польському регіоні Познанського воєводства та об'єднало території навколишніх воєводств після німецької окупації Польщі. Називався Reichsgau Posen до січня 1940 року, коли його перейменували на честь річки Warthe (Варта) |

### Аусландсґау
Існувала також екстериторіальна організація Ґау під назвою «Auslandsorganisation» (Аусландсорганізаціон) для членів партії за кордоном. Його штаб-квартира була в Берліні. Цей Аусландсґау вважався 43-м ґау нацистської Німеччини.

## Операційні зони
Після повалення режиму Беніто Муссоліні італійський уряд таємно почав переговори з союзниками про перехід Італії на бік союзників. У відповідь німці окупували значну частину Італії, звільнили Муссоліні та знову поставили його маріонетковим правителем нової фашистської держави в тих частинах, які були окуповані німецькою армією. Хоча офіційно контроль над усіма територіями, які утримувала колишня фашистська Італія, великі частини на північному сході, розташовані між Швейцарією та Адріатикою, були реорганізовані як Операційні зони (Operationszonen). Вони були неофіційно анексовані Німеччиною та приєднані до сусіднього Ґау Рейху. Таких операційних зон було дві:
| Українська назва                       | Оригінальна назва                             | Штаб-квартира | Засновано | Примітки |
| -------------------------------------- | --------------------------------------------- | ------------- | --------- | --- |
| Операційна зона Адріатичного узбережжя | Operationszone Adriatisches Küstenland (OZAK) | Трієст        | 1943      | Утворена з окупованих Італією територій югославської Словенії, півострова Істрія, Рієки (Фіуме), провінцій Фріулі та Горіція. Приєднана (не включена) до Рейхсґау Каринтії. |
| Операційна зона Передгір'я Альп        | Operationszone Alpenvorland (OZAV)            | Бозен         | 1943      | Утворена з колишнього Південного Тіролю, італійського Трентіно та прилеглих менших частин північно-східної Італії. Приєднана (не включена) до Райхсґау Тіроль-Форарльберг.  |

У додатковому наказі OKW від 10 вересня 1943 року Гітлер видає указ про створення подальших операційних зон у Північній Італії, які мали простягатися аж до французького кордону. На відміну від Альпенворланда та Кюстенланда, ці зони не отримали відразу верховних комісарів (оберстер-комісар) як цивільних радників, а були військовими регіонами, де командувач мав здійснювати владу від імені Групи армій B. Операційна зона «Nordwest-Alpen» (Північно-Західні Альпи) або «Schweizer Grenze» (Швейцарський кордон) була розташована між перевалом Стельвіо та Монте-Роза і мала охоплювати повністю італійські провінції Сондріо та Комо та частини провінцій Брешія, Варезе, Новара і Верчеллі. Зона «Französische Grenze» (Французький кордон) мала охоплювати території на захід від Монте-Роза і мала включати провінцію Аоста та частину провінції Турин, а також, імовірно, також провінції Кунео та Імперія.